# میلنچین (شهرستان واوچ)
میلنچین (به لاتین: Mielęcin) یک روستا در لهستان است که در گمینا چووپا واقع شده‌است. میلنچین ۱۰۰ متر بالاتر از سطح دریا واقع شده‌است.